# Mansoor Khan (calciatore)
Mansoor Khan (20 febbraio 1997) è un calciatore pakistano, attaccante del PAF Peshāwar e della Nazionale pakistana.

## Carriera

### Club
Nel 2012 firma un contratto con il PAF Peshāwar.

### Nazionale
Debutta in Nazionale il 19 febbraio 2014, in Libano-Pakistan.